# Suak Temenggung
Suak Temenggung is een bestuurslaag in het regentschap Rokan Hilir van de provincie Riau, Indonesië. Suak Temenggung telt 1389 inwoners (volkstelling 2010).